# Frederick William Burbidge
Frederick William Thomas Burbidge (21 de marzo de 1847, Wymeswold, Leicestershire, Inglaterra - 24 de diciembre de 1905, Dublín, Irlanda) fue un explorador inglés que recolectaba flora tropical exótica para la famosa empresa "Veitch Nursery". Su primer trabajo fue como jardinero en el Real Jardín Botánico de Kew. De 1877 a 1878, sin embargo, fue empleado de "Messrs Veitch", realizando muchas expediciones al Sudeste Asiático en búsqueda de plantas ornamentales. De 1879 en adelante es curador de los Jardines Botánicos del Colegio Trinity de Dublín. En 1894, Burbidge es designado "Curador del Parque del Colegio". Un lustro después es galardonado con el Doctor honoris causa de M.A. de la Universidad de Dublín y en 1897 le dan la "Medalla de Honor Victoriana" por la Royal Horticultural Society.
Burbidge se acreditó al introducir la famosa planta carnívora Nepenthes rajah en el cultivo.

## Algunas publicaciones
- Burbidge, Frederick William (1875). The Narcissus: Its History and Culture: With Coloured Plates and Descriptions of All Known Species and Principal Varieties.. Londres: L. Reeve & Company. Consultado el 28 de septiembre de 2014. (disponible en pdf)

## Honores
Es honrado en el nombre del género Burbidgea Hook.f. y en varias especies como :
- Globba burbidgei  Ridl.
- Nepenthes burbidgeae Hook.f. ex Burb.

- La abreviatura «Burb.» se emplea para indicar a Frederick William Burbidge como autoridad en la descripción y clasificación científica de los vegetales.[1]